# Зубков Віктор Захарович
Віктор Захарович Зубков (2 травня 1943, Панютине, Оріхівський район, Запорізька область, УРСР, СРСР) — радянський футболіст, захисник та тренер. Майстер спорту СРСР (1969).

## Ігрова кар'єра
Футболом почав займатися в місті Донецьк у футбольній школі «Шахтаря». Від 1960 по 1963 (з перервою) виступав за дубль «Шахтаря». Від 1964 по 1966 виступав за головну команду. 1967 року через конфлікт з тренером переходить до одеського «Чорноморця». В складі «моряків» провів 9 сезонів, зіграв більше 250 матчів, став бронзовим призером чемпіонату СРСР 1974 року. В Одесі завершив ігрову кар'єру.

## Тренерська кар'єра
Від 1978 року перебуває на тренерській роботі. До 1981 року обіймає різноманітні посади в тренерському штабі «Чорноморця». По тому три сезони очолює херсонський «Кристал» та по одному сезону СКА Одесу та «Суднобудівник» (Миколаїв). Від 1988 року очолює аматорські клуби Одеси та області.